# Max Blösch
Max Blösch (27 de junio de 1908-9 de agosto de 1997) fue un jugador de balonmano suizo. Fue un componente de la Selección de balonmano de Suiza.
Con la selección ganó la medalla de bronce en los Juegos Olímpicos de Berlín 1936, los primeros con el balonmano como deporte olímpico.
Después de retirarse como jugador de balonmano se dedicó al estudio y el cuidado de las cigüeñas, trabajo por el que obtuvo un doctorado honorario en la Universidad de Berna.